# Distretto rurale di Dinavar
Il distretto rurale di Dinavar (farsi دهستان دينور) è un dehestān situato nella circoscrizione di Dinavar, nello Shahrestān di Sahneh nella provincia di Kermanshah in Iran. Secondo i dati del censimento effettuato nel 2006, la popolazione era di 9 143 persone divise in 2 316 famiglie. Il distretto rurale di Dinavar comprende al suo interno 45 villaggi.